# كاندي رينولدز
كاندي رينولدز (بالإنجليزية: Candy Reynolds)‏ مواليد 24 مارس 1955 في نوكسفيل، الولايات المتحدة، هي لاعبة كرة مضرب أمريكية تلعب باليد اليمنى. هي إحدى بطلات الجراند سلام. أعلى تصنيف لها في الفردي كان المركز الـ 50 في سنة 1983.

## بطولات حققتها
- دورة رولان غاروس الدولية

## روابط خارجية
- كاندي رينولدز على موقع رابطة محترفات التنس (الإنجليزية)
- كاندي رينولدز على موقع الاتحاد الدولي لكرة المضرب (الإنجليزية)
- كاندي رينولدز على موقع كأس بيلي جين كينغ (الإنجليزية)
- كاندي رينولدز على موقع خلاصة التنس.كوم (الإنجليزية)
- كاندي رينولدز على موقع قاعة تينيسي للمشاهير الرياضية (الإنجليزية)